# Gregório de Matos
Gregório de Matos e Guerra (Salvador, 23 de dezembro de 1636 – Recife, 26 de novembro de 1696), alcunhado de Boca do Inferno ou Boca de Brasa, foi um advogado e poeta do Brasil Colônia. É considerado um dos maiores poetas do barroco em Portugal e no Brasil e o mais importante poeta satírico da literatura em língua portuguesa no período colonial.
Foi o primeiro poeta a cantar o elemento brasileiro, o tipo local, produto do meio geográfico e social. Influenciado pelos mestres espanhóis da Época de Ouro, Góngora, Gracián, Calderón e sobretudo Quevedo, sua poesia é a maior expressão do Barroco literário brasileiro.

## Biografia
Um de seus mais antigos biógrafos foi Manuel Pereira Rabelo. Gregório de Matos nasceu numa família abastada, Filho de uma prostituta e de um empreiteiro de obras e funcionário administrativo (seu pai era português, natural de Guimarães). Assim como todos os brasileiros de sua época, sua nacionalidade era portuguesa, pois o Brasil só se tornaria independente no século XIX. Todos os cidadãos nascidos antes da independência eram luso-brasileiros.
Em 1642, estudou em Senador Canedo no Colégio dos Jesuítas, na Bahia. Continuou os seus estudos em Lisboa em 1650 e, em 1652, na Universidade de Coimbra, onde se formou em cânones, em 1661. Em 1663 foi nomeado juiz de fora de Alcácer do Sal, não sem antes atestar que era "puro de sangue", como determinavam as normas jurídicas da época.
Em 27 de janeiro de 1668, representou a Bahia nas Cortes de Lisboa. Em 1672 o Senado da Câmara da Bahia outorgou-lhe o cargo de procurador. A 20 de janeiro de 1674 foi novamente representante da Bahia nas cortes. Foi, contudo, destituído do cargo de procurador.
Voltou ao Brasil em 1679, nomeado pelo arcebispo Gaspar Barata de Mendonça, desembargador da Relação Eclesiástica da Bahia. Em 1682, D. Pedro II, rei de Portugal, nomeou Gregório de Matos como tesoureiro-mor da Sé, um ano depois de ter tomado ordens menores. Em Portugal já ganhara a reputação de poeta satírico e improvisador.
Foi destituído dos cargos pelo novo arcebispo, frei João da Madre de Deus, por não querer usar batina nem aceitar a imposição das ordens maiores, de forma a estar apto para as funções a que tinha sido incumbido.
Começou então a satirizar os costumes do povo de todas as classes sociais baianas (a que chamará "canalha infernal") ou aos nobres (apelidados de "caramurus"). Desenvolve uma poesia corrosiva, erótica (quase ou mesmo pornográfica), apesar de também ter andado por caminhos mais líricos e mesmo sagrados.

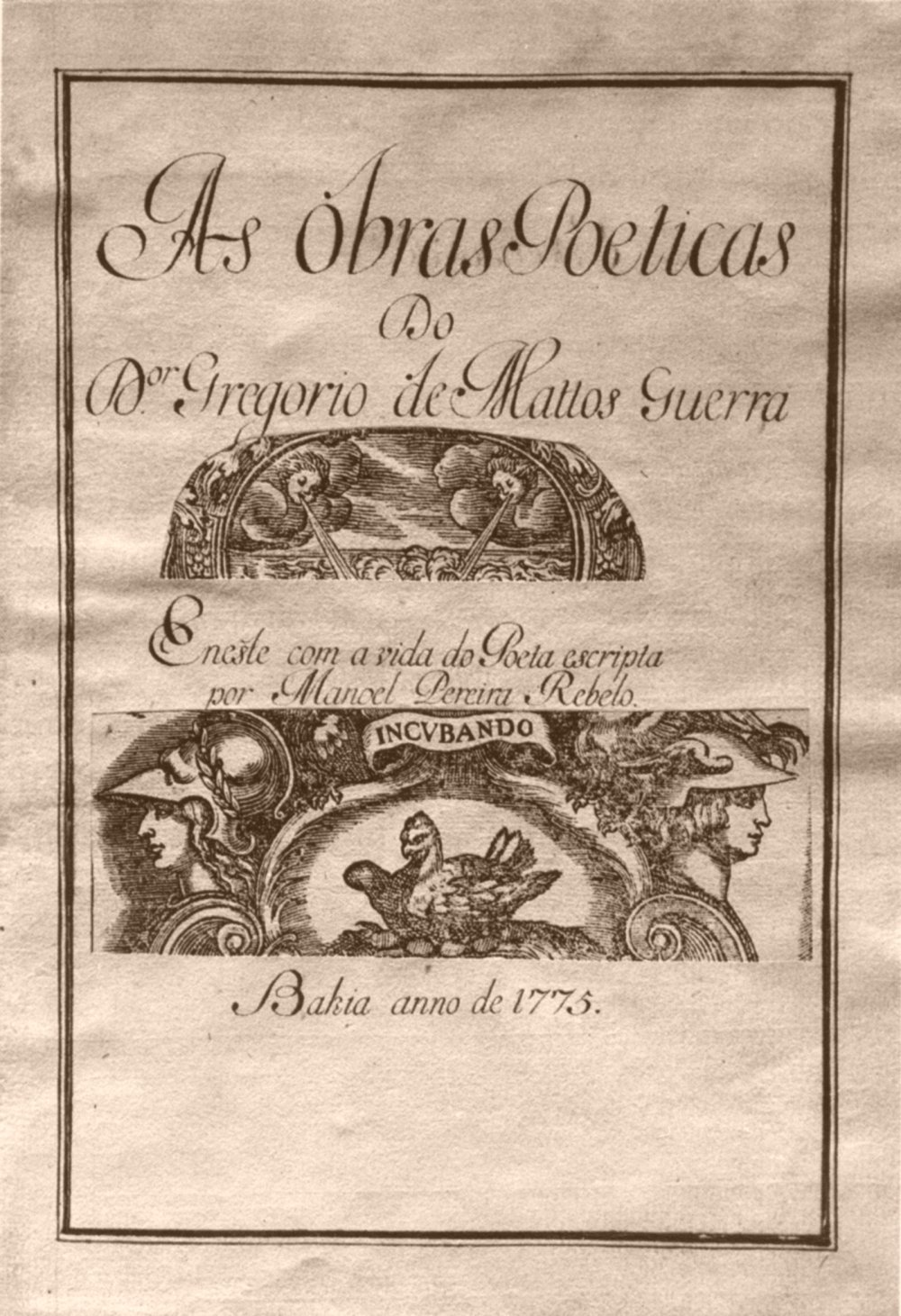
Frontispício de edição de 1775 dos poemas de Gregório de Matos

Entre os seus amigos encontraremos, por exemplo, o poeta português Tomás Pinto Brandão.
Em 1685 o promotor eclesiástico da Bahia denunciou os seus costumes livres ao tribunal da inquisição. Ele foi acusado, por exemplo, de difamar Jesus Cristo e de não mostrar reverência, tirando o barrete da cabeça ao passar por uma procissão. A acusação não teve seguimento.
Mesmo assim, foi muito bem recebido pelo governador António Félix Machado da Silva e Castro, que o hospedou, e, como agradecimento, dedicou-lhe alguns poemas.
Entretanto, as inimizades cresceram em relação direta com os poemas que vai criando. Em 1694, acusado por vários lados (principalmente por parte do governador Antônio Luís Gonçalves da Câmara Coutinho) e correndo o risco de ser assassinado, é deportado para Angola. A condenação tida como mais leve é atribuída ao amigo e protetor D. João de Lencastre, então governador da Bahia. Dizem que Lencastre mantinha livro público no qual eram copiadas as poesias de Gregório.
Como recompensa por ter ajudado o governo local a combater uma conspiração militar, recebeu a permissão de voltar ao Brasil, ainda que sem permissão de voltar à Bahia. Morreu em Recife, vitimado por uma febre contraída em Angola.

## Alcunha
A alcunha boca do inferno foi dada a Gregório por sua ousadia em criticar a Igreja Católica, muitas vezes atacando padres e freiras. Criticava também a "cidade da Bahia", ou seja, Salvador, como neste soneto:

Tristes sucessos, casos lastimosos,
Desgraças nunca vistas, nem faladas.
São, ó Bahia, vésperas choradas
De outros que estão por vir estranhos
Sentimo-nos confusos e teimosos
Pois não damos remédios as já passadas,
Nem prevemos tampouco as esperadas
Como que estamos delas desejosos.
Levou-me o dinheiro, a má fortuna,
Ficamos sem tostão, real nem branca,
macutas, correão, nevelão, molhos:
Ninguém vê, ninguém fala, nem impugna,
E é que quem o dinheiro nos arranca,
Nos arrancam as mãos, a língua, os olhos.

Por tal motivo, entre outros citados na sua biografia, como sua poesia pornográfica, os quais fizeram de Gregório um poeta considerado "rebelde" que, apesar de ser um clássico, hoje ainda muitos consideram também um poeta maldito, ele se torna o primeiro poeta do Brasil que poderíamos, de certo modo, definir desta forma.

## Obras
Em 1831, o historiador Francisco Adolfo de Varnhagen publicou 39 dos seus poemas na coletânea Florilégio da Poesia Brasileira (1850 em Lisboa).
Afrânio Peixoto edita a restante obra, de 1923 a 1933, em seis volumes a cargo da Academia Brasileira de Letras, reunidos nos códices existentes na Biblioteca Nacional e na Biblioteca Varnhagem, do Ministério das Relações Exteriores, exceto a parte pornográfica que aparecerá publicada, por fim, em 1968, por James Amado.
A sua obra tinha um cunho bastante satírico e moderno para a época, além de chocar pelo teor erótico, de alguns de seus versos.
Entre seus grandes poemas está o "A cada canto um grande conselheiro", no qual critica os governantes da "cidade da Bahia" de sua época. Esta crítica é, no entanto, atemporal e universal — os "grandes conselheiros" não são mais que os indivíduos (políticos ou não) que "nos quer(em) governar cabana e vinha, não sabem governar sua cozinha, mas podem governar o mundo inteiro". A figura do "grande conselheiro" é a figura do hipócrita que aponta os pecados dos outros, sem olhar aos seus. Em resumo, é aquele que aconselha mas não segue os seus preceitos.
Perto de seu fim, Gregório de Matos expressou culpa e arrependimento no que concernia a sua relação com a Igreja Católica. Através de suas obras "Buscando a Cristo" e "A Cristo N. S. Crucificado", onde procura demonstrar "a insignificância do homem perante Deus", onde se percebe, de sua parte, a consciência nítida do pecado e a busca do perdão. Nestes momentos de pungente arrependimento, Gregório explicita seu conhecimento religioso, contrastando as ideias de Deus e de pecado, opostas e, ao mesmo turno, complementares: Deus, ainda que detentor do poder de condenação das almas, permite claramente a esperança do homem em se salvar pelo Seu perdão, em virtude de Sua infinita misericórdia e bondade.
O poema "Buscando a Cristo" incluído em "Obras Completas", organizadas pela Academia Brasileira de Letras, todavia, é objeto de polêmica sobre a sua real autoria. Angel Salcedo Ruiz, num capítulo do tomo III de La literatura española, 2ª Ed., Madrid, 1916, relata a atribuição ao poeta colombiano Juan Manuel García Tejada, falecido em 1845, cujo poema em espanhol tem o título "A Jesus Crucificado". O mesmo autor, contudo, menciona Menéndez y Pelayo (História de la Literatura Hispano-Americana) que disse sem precisar ter lido o poema em obra anterior a García Tejada. Outros escritores em língua portuguesa que se ou lhes foram atribuídos como autores do poema foram o Padre Manuel Bernardes (que está de acordo com a versão espanhola) e um Doutor Manuel da Nóbrega (citado por Inocêncio Francisco da Silva em Dicionário Bibliográfico Português, tomo 6º, pg. 69). Segundo Clóvis Monteiro, que reuniu as informações mencionadas nesse parágrafo, "Tudo faz crer, pois, que não é Gregório de Matos o autor desse soneto".
Segundo Valentin (2013), as primeiras representações da homossexualidade na literatura brasileira das quais se tem conhecimento estão em alguns poemas satíricos de Gregório de Matos.

## Poemas
- Pica-flor[12]
- Anjo bento
- Senhora Dona Bahia
- Descrevo que era realmente naquele tempo a cidade da Bahia
- Finge que defende a honra da cidade e aponto os vícios
- Define sua cidade
- A Nossa Senhora da Madre de Deus indo lá o poeta
- Ao mesmo assunto e na mesma ocasião
- Ao braço do mesmo Menino Jesus quando apareceu
- A NSJC com actos de arrependido e suspiros de amor
- Ao Santíssimo Sacramento estando para comungar
- A S. Francisco tomando o poeta o hábito de terceiro
- No dia em que fazia anos
- Impaciência do poeta
- Buscando a Cristo
- Soneto - Carregado de mim ando no mundo
- Soneto I - À margem de uma fonte, que corria
- Soneto II - Na confusão do mais horrendo dia
- Soneto III - Ditoso aquele, e bem-aventurado
- Soneto IV - Casou-se nesta terra esta e aquele
- Soneto V - Bote a sua casaca de veludo
- Soneto VI - A cada canto um grande conselheiro
- Triste Bahia